# José María Vargas Pacheco
José María Vargas Pacheco (Cartago, el 15 de febrero de 1874 - San José, 14 de febrero de 1956) fue un magistrado costarricense.

## Biografía
Nació en Cartago, el 15 de febrero de 1874. Sus padres fueron Vicente Vargas Chacón y Virginia Pacheco y Frutos. Casó con María Echeverría Zeledón.
Fue Subsecretario de Hacienda y Comercio de 1905 a 1906 y Magistrado en varias oportunidades. El 8 de mayo de 1948 fue designado como Presidente de la Corte Suprema de Justicia de Costa Rica, pero renunció enseguida y el 11 de ese mes se nombró en su lugar a Gerardo Guzmán Quirós. En enero de 1949 fue elegido como Presidente de la Asamblea Nacional Constituyente, pero desde la primera sesión se le concedió permiso para no asistir a las sesiones por razones de salud.
Fue autor de una obra sobre Derecho Civil titulada Doctrina general del contrato.

## Fallecimiento
Falleció en San José, el 14 de febrero de 1956 a los 81 años de edad.